# 소순

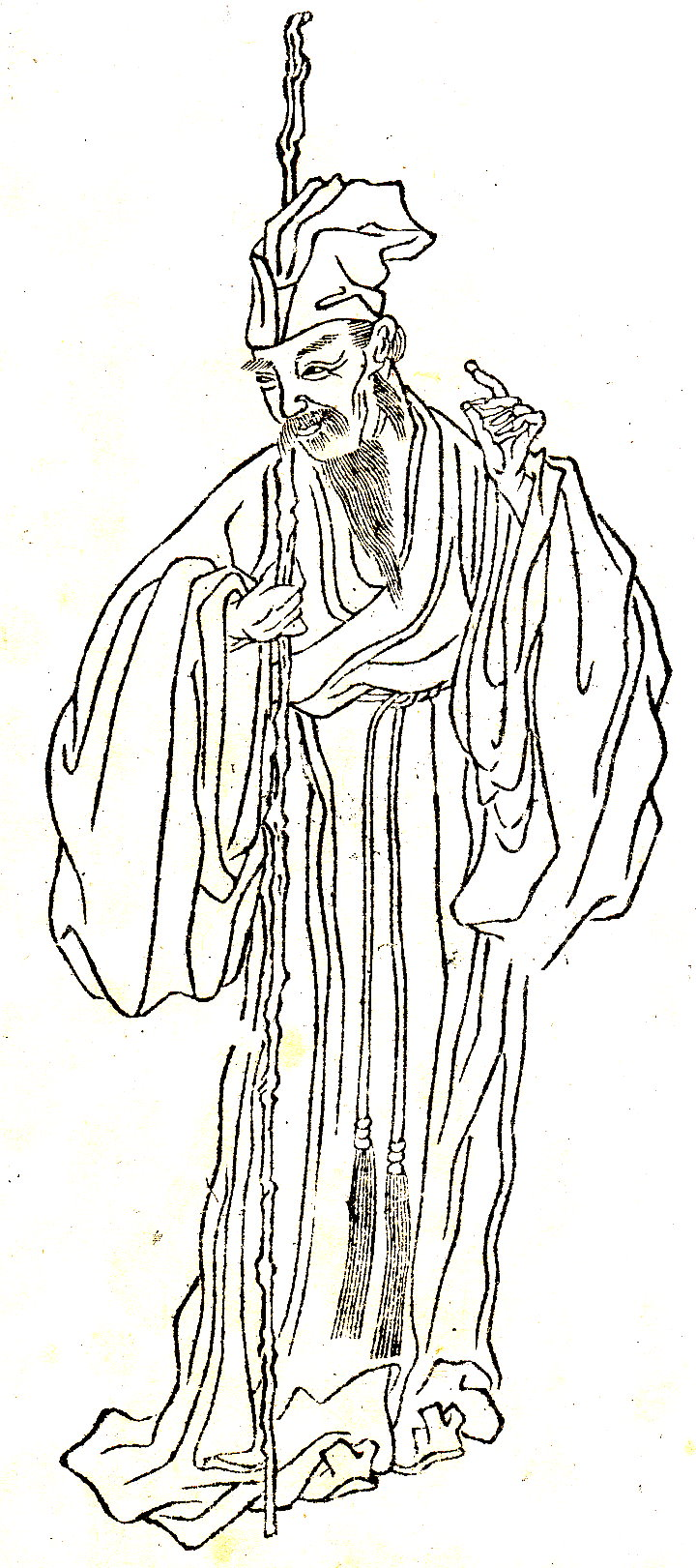
소순의 모습

소순(蘇洵, 1009년 ~ 1066년)은 중국 북송의 문인이다. 자는 명윤(明允), 호는 노천(老泉)이다. 미주 미산 (지금의 쓰촨성 메이산 시) 사람이다.

## 생애
27세 때부터 학문에 전념하였으며, 여러 차례 과거에 응시했지만 그때마다 낙방하자 자신이 지었던 글을 모두 불태우고 새로 시작했다. 그렇게 공부를 계속하자 소순은 육경과 제자백가에 능통한 학자가 되었다. 1056년 소순은 두 아들을 데리고 상경해 학자들을 방문했는데 소순의 학식과 글은 많은 이를 놀라게 했고, 과거를 보러 온 이들 중에는 과거를 포기하고 돌아간 사람도 있었다. 이듬해 소순은 아들들에게 과거를 응시하게 하고, 자신도 몇 년간 써 온 20여편의 글을 다른 사람에게 부탁해 구양수에게 보이도록 했다. 구양수는 소순의 글재주와 지식을 인정하고 그를 조정에 천거했고, 사대부들이 앞다투어 소순의 글을 읽었다. 두 아들 모두 과거에 급제해 진사가 되면서 세 부자의 이름은 유명해졌다. 소순은 비서성 교서랑, 패주 문안현 주부 등을 지냈고 57세에 죽었다. 소순의 글은 아름다우며 날카롭고 잘 정돈된 것이 특징이었다. 소식·소철 두 아들과 함께 '3소'(三蘇)라고 불리며, 그를 특히 노소라 부른다. 저서에 《권서》 《소로천 전집》 등이 있다.